# Подлесный (Киреевский район)
Подлесный — поселок в Киреевском районе Тульской области в составе Приупского сельского поселения.

## География
Находится в центральной части Тульской области на расстоянии приблизительно 9 км на запад по прямой от города Киреевск, административного центра района.

## История
На карте конца 1930-х годов ещё показан как часть деревни Любогощи. Как отдельный населенный пункт показан уже на карте 1988 года.

## Население
Постоянное население не было учтено в 2010 году.